# Карали
Кара́ли (болг. Карали) — село в Болгарии. Находится в Габровской области, входит в общину Габрово. Население по последней переписи — 2 человека (2021).

## География
Село расположено в 10,5 км к северо-востоку от города Габрово, связано с ним автобусным сообщением. Имеется птицебойня ООО «Гепард» и гостевой дом «Валентина».

## История
По второй после обретения Болгарией независимости переписи 1887 года село было учтено как колиба Корали общины Лесичарка Габровской околии округа Севлиево. По переписи 1892 года в колибе Карали общины Лисичарка той же околии было 15 зданий.
По переписи 1900 года и далее колиба Каралите общины Лесичарка вместе с околией отошла к округу Тырново, здесь было 19 зданий. В 1905 и 1910 годах — вновь 15 зданий.
По переписи 1920 года в колибе Каралите той же общины было 14 зданий и 12 домохозяйств, а в 1926 году — 15 домохозяйств и 16 зданий. В 1934 году — колиба общины Лесичарка Габровской околии Плевенской области, в которой по переписи было 17 домохозяйств в 19 жилых зданиях.
С 1949 года — в составе общины Лесичарка Габровской околии Горнооряховского округа. С 1951 года — в Тырновском округе. С 1955 года — в составе общины Лесичарка околии города Габрово Тырновского округа. В 1959 году околии были ликвидированы, и колиба вошла в состав Габровского округа. 8 января 1966 года колибе вернули название Карали, 26 декабря 1978 года она вошла в общину Габрово Габровского округа. С 1987 года — в Ловечской области, а с 1999 года — во вновь образованной Габровской области. С 1995 года имеет статус села.

## Население
| 1887 | 1892 | 1900 | 1905 | 1910 | 1920 | 1926 | 1934 | 1946 | 1956 | 1965 | 1975 | 1985 | 1992 | 2001 | 2011 | 2021 |
| ---- | ---- | ---- | ---- | ---- | ---- | ---- | ---- | ---- | ---- | ---- | ---- | ---- | ---- | ---- | ---- | ---- |
| 94   | 96   | 64   | 50   | 65   | 66   | 74   | 86   | 75   | 43   | 26   | 22   | 16   | 16   | 7    | 3    | 2    |

### Национальный состав
В течение пяти переписей 1887—1910 годов все переписанные были болгарами. В 2011 году — также все болгары.

### Возрастно-половой состав
По переписи 2021 года в селе проживало 2 женщины (возрастом 20—24 года и 55—59 лет), по переписи 2011 года — 3 человека (1 мужчина возрастом 80—84 года и 2 женщины: возрастом 75—79 лет и старше 84 лет).

## Политическая ситуация
Карали подчиняются непосредственно общине и не имеют своего кмета. Кметский наместник — Ивайло Георгиев Антонов.
Кмет (мэр) общины Габрово — Таня Венкова Христова (ГЕРБ).